# Азериару
А́зериару (эст. Aseriaru) — деревня в волости Виру-Нигула уезда Ляэне-Вирумаа, Эстония. 
До административной реформы местных самоуправлений Эстонии 2017 года входила в состав волости Азери.

## География
Расположена в 27 километрах к северо-востоку от уездного центра — города Раквере — и в 8 километрах к востоку от волостного центра — посёлка Виру-Нигула. Высота над уровнем моря — 47 метров. Центр деревни находится в полутора километрах от побережья Финского залива. В Азериару можно увидеть выразительные пейзажи, открывающиеся с Северо-Эстонского глинта (часть Балтийско-Ладожского глинта).
Климат умеренный. Официальный язык — эстонский. Почтовый индекс — 43402.

## Население
По данным переписи населения 2021 года, в Азериару насчитывалось 13 жителей, из них 9 (69,2 %) — эстонцы.
По данным переписи населения 2011 года, в деревне проживали 27 человек, из них 19 (70,4 %) — эстонцы.
Численность населения деревни Азериару по данным Департамента статистики:
| Год  | 2011 | 2017 | 2018 | 2019 | 2020 | 2021 |
| ---- | ---- | ---- | ---- | ---- | ---- | ---- |
| Чел. | 27   | ↘ 22 | 22   | ↗ 25 | ↘ 23 | ↘ 13 |

## История
Первое упоминание о деревне относится к 1867 году: на военно-топографических картах Российской империи (1846–1863 годы), в состав которой входила Эстляндская губерния, она обозначена как Арроникъ.
Населённый пункт получил своё название по местечку Ару, отделённому от мызы Коогу-Азери.
В 1899 году рядом с деревней Азери (в 1534 году упомянута как Aszeryn), на землях мызы Коогу, началось строительство цементного завода, вокруг которого в 1920-х годах образовался промышленный посёлок (они находились в границах нынешней деревни Азериару). Наибольший объём продукции завод производил перед Первой мировой войной, когда число его работников приближалось к 1000. В 1906 году при заводе была открыта начальная школа. В 1928 году завод был закрыт.
В 1920-х годах вокруг бывшей мызы возникло промышленное поселение работников Азериской кирпичной фабрики, ставшее деревней Азериару. В 1977 году, в период кампании по укрупнению деревень, Азериару была объединена с вышеупомянутой деревней Азери.
Азериару находится на территории природного парка Азери, взятого под охрану государства постановлением Правительства Эстонской Республики от 9 мая 2007 года.

## Парк ветрогенераторов Азериару
В 2011 году рядом с шоссе Таллин—Нарва, недалеко от деревни Азериару и посёлка Азери, был построен парк ветрогенераторов Азериару, площадью около 200 гектаров. Первый ветрогенератор был объединён с электросетью Эстонии в сентябре 2011 года. Парк включает в себя 8 ветрогенераторов типа Winwind WWD3/100 мощностью 3 мегаватта каждый. Прогнозируемая годовая продукция парка составляет 65 гигаватт-часов, планируемый срок службы — 20 лет. Производитель ветрогенераторов — финское предприятие Winwind OY, владельцем ветряной электростанции является эстонское паевое товарищество «Азери Туулепарк» (Aseri Tuulepark OÜ).
- Северо-Эстонский глинт в Азериару
- Парк ветрогенераторов Азериару